# باسانع تشيرينغ
باسانع تشيرينغ (16 يوليو 1983 بتيمفو في بوتان - ) هو لاعب كرة قدم بوتاني في مركز الوسط. شارك مع منتخب بوتان لكرة القدم. أما مع النوادي، فقد لعب مع ترانسبورت يونايتد إف سي ومنتخب بوتان لكرة قدم الصالات وDruk Stars FC ‏ وThimphu City FC ‏.

## وصلات خارجية
- باسانع تشيرينغ على موقع ناشيونال فوتبول تيمز (الإنجليزية)
- باسانع تشيرينغ على موقع Soccerway.com (الإنجليزية)